# Ewolucja (film)
Ewolucja (ang. Evolution) – amerykańska komedia fantastyczna w reżyserii Ivana Reitmana z roku 2001. W ramach jego kontynuacji powstał krótkotrwały serial animowany Alienators: Evolution Continues.

## Obsada
- David Duchovny - dr Ira Kane
- Julianne Moore - dr Allison Reed
- Orlando Jones - profesor Harry Block
- Seann William Scott - Wayne Grey
- Ted Levine - generał Russell Woodman
- Ethan Suplee - Deke
- Michael Bower - Danny

## Fabuła
Dwóch naukowców odkrywa meteoryt, który spadł na okoliczną pustynię w Arizonie. Znajdują oni na nim zalążki tajemniczych organizmów. Początkowo pozornie niegroźne bakterie później zaczynają stanowić poważne zagrożenie. Gdy amerykański rząd nie może sobie z nimi poradzić, dwóch profesorów zbiera kolegów i razem postanawiają za wszelką cenę ocalić planetę.